# ملانوم
ملانوم (به انگلیسی: Melanoma) به تومور با منشأ سلول‌های ملانین‌دار می‌گویند. این تومور بدخیم اصولاً یک تومور پوستی و نادرترین نوع سرطان پوست است. این نوع سرطان به سرعت می‌تواند در بدن گسترش پیدا کند.

## عامل خطر
عامل خطر ملانوم وجود این بیماری در دیگر اعضای خانواده، خال زیاد، و کارکرد ضعیف دستگاه ایمنی بدن است.

## نشانه‌ها
از نشانه‌های شایع ملانوم می‌توان به خال‌های در حال بزرگ‌شدن و گوشه‌های غیرعادی، تغییر رنگ خال، خارش، و زخم پوستی اشاره کرد.

## علت
این بیماری می‌تواند بر اثر پرتو فرابنفش خورشید و دستگاه برنزه کردن پوست، سولاریوم نیز ایجاد شود.

## گستره
در سال ۲۰۱۵ (میلادی) ۳/۱ میلیون نفر به این بیماری مبتلا و ۵۹٬۸۰۰ نفر درگذشتند.

بر پایه گزارش سازمان جهانی بهداشت، ملانوما عامل بیشتر مرگ‌های مرتبط با سرطان پوست و یکی از شایع‌ترین سرطان‌ها در میان جوانان است. کشور استرالیا بالاترین نرخ شیوع ملانوم را دارد و سالانه حدود ۱۵۰۰ نفر در این کشور در اثر ابتلا به آن می‌میرند.

گستردگی ملانوم به ازای هر ۱۰۰۰۰۰ نفر در سال ۲۰۰۸ (میلادی)
بدون داده
کمتر از ۱/۷۵
۱/۷۶ تا ۳/۵
۳/۷۱ تا ۵/۲۵
۵/۲۶ تا ۷
۷/۰۱ تا ۸/۷۵
۸/۷۶ تا ۱۰/۵
۱۰/۵۱ تا ۱۲/۲۵
۱۲/۲۶ تا ۱۴
۱۴/۰۱ تا ۱۵/۷۵
۱۵/۷۶ تا ۱۷/۷۵
۱۷/۷۵ تا ۱۹/۲۵
بیشتر از ۱۹/۲۵

## شناسایی
در بیشتر آزمایش‌های بالینی، تشخیص مراحل نخستین ملانوم از خال غیرسرطانی، کمی دشوار است. روش معمول شناسایی، آزمایش پوستی و بافت‌برداری است. در روش‌های تازه، با انجام آزمایش خون می‌توان ملانوم یا سرطان بدخیم پوست را در مراحل نخستین شناسایی کرد.

## درمان
درمان ملانوم در مراحل نخستین، جراحی و برداشتن ضایعه است.
در حال حاضر، روش درمان شخصی‌سازی‌شده، با عنوان واکسن وی ۹۴۰ ساخته شده است.
همچنین به گزارش خبرگزاری مهر به نقل از اینترستینگ انجینرینگ، آزمایش بالینی واکسن مذکور توسط صندوق بنیاد NHS بیمارستان‌های کالج لندن رهبری می‌شود.
دکتر هدر شاو به پتانسیل این واکسن برای درمان افراد مبتلا به ملانوم نیز اشاره کرده است. واکسن هم‌اکنون برای بررسی کارآمدی در درمان سرطان‌های دیگر مانند ریه، مثانه و کلیه تحت آزمایش است. در مرحله قبلی آزمایش واکسن ریسک عود کردن ملانوم در بیماران را کاهش داد.
این واکسن که به‌طور دقیق mRNA-4157 (V۹۴۰) نام دارد، درمان نئو آنتی‌ژن است که سیستم ایمنی بدن را تحریک می‌کند تا نوع خاصی از سرطان را در بدن بیمار دنبال کند. هنگامی که این واکسن با یک داروی ایمونو تراپی به نام پمبرولیزوماب (کیترودا) ترکیب می‌شود، خطر مرگ و میر ناشی از سرطان پوست را تا ۵۰ درصد کاهش می‌دهد.
شاو در این باره می‌گوید: این روش یک درمان شخصی‌سازی شده و از بسیاری جهات بسیار هوشمندتر از واکسن است.
او در ادامه افزود: هدف اصلی این تحقیقات درمان دائمی بیماران مبتلا به سرطان است.
یکی از نخستین افرادی که این واکسن را دریافت می‌کند استیویانگ ۵۲ ساله از انگلیس است. او در این باره می‌گوید: این بهترین شانس من برای متوقف کردن مسیر سرطان است.
به گفته شاو به نظر می‌رسد درمان مذکور عوارض جانبی قابل تحملی مانند خستگی و درد در بازو دارد.
۲ سال قبل مرحله دوم آزمایش این واکسن نتایج نویدبخشی را نشان داد. در آن مرحله بیماران یک میلی‌گرم واکسن ام آر ان ای را به مدت ۳ هفته دریافت کردند. آنها همچنین هر ۳ هفته یکبار به مدت یک سال ۲۰۰ میلی‌گرم کیترودا مصرف کردند.

## پیشگیری
با استفاده از کرم‌های ضدآفتاب و دوری از پرتو فرابنفش می‌توان تا حدی از ملانوم پیشگیری کرد.